# Уолла-Крэг
Уолла-Крэг (англ. Walla Crag) — холм в Озёрном крае Великобритании.
Высота над уровнем моря — 379 м. Холм расположен в графстве Камбрия на северо-западе Англии. У подножия расположен город Кесуик и болотистая местность. Склоны покрыты вереском и лесом.